# マリヤ・クリジョワ
マリヤ・ドミトリエフナ・クリジョワ（ロシア語: Мария Дмитриевна Крыжова、ロシア語ラテン翻字: Mariia Dmitriyevna Kryzhova、2006年3月31日 - ）は、セルビアのフィギュアスケート選手（女子シングル）。主な戦績は、2025年セルビア選手権優勝など。

## 競技成績

### 主な戦績
| 大会名         | 2024–25 |
| -------------- | ------- |
| トリグラフ杯   | 10位    |
| 黒海アイス杯   | 6位     |
| ベルメモリアル | 16位    |
| ドラゴン杯     | 8位     |
| スケートヘレナ | 6位     |
| ソフィア杯     | 16位    |
| ボスポラス杯   | 9位     |
| セルビア選手権 | 1位     |